# Maçãs da Turma da Mônica
Maçãs da Turma da Mônica é um produto do Grupo Fischer com personagens licenciados pela Mauricio de Sousa Produções, sendo lançado em 1995.

## História
A ideia surgiu quando, nos anos 90, Mauricio de Sousa estava andando em uma plantação de macieiras em Santa Catarina e perguntou o motivo das maçãs pequenas serem descartadas, ao qual os trabalhadores responderam que elas "não atendiam ao padrão de consumo". Mauricio pensou que o produto seria ideal para crianças, e assim, em 1995, iniciou sua parceria com a Pomelle, que foi comprada pelo Grupo Fischer em 1998. O Grupo também comercializa kiwis e peras da Turma da Mônica.
Este foi o primeiro de muitos produtos de hortifruti licenciados pela Turma da Mônica. Em 2021, havia 3,5 mil hectares de plantações de produtos da Turma da Mônica pertencentes a 15 empresas, incluindo Alfacitrus, Trebeschi, AGC, Agrivale, Agrodan, Tsuge, Morena Frutas, Sitio Hiromi, Go Green, Mais Verdes e Avine.

## Características
O produto vem em uma embalagem contendo 1 kg de minimaçãs. Em 2023, as vendas eram de 900 toneladas por mês, sendo o maior produto fresco em vendas entre os licenciados pela Turma da Mônica.

## Trabalho escravo
Em 2022, o Grupo Fisher foi processado 17 vezes por trabalho escravo após demissão em massa de 200 funcionários que trabalhavam nas macieiras da Fischer S/A Agroindústria por greve exigindo atendimento médico a dois colegas, sendo que um deles morreu. A demissão foi acompanhada da Polícia Militar. As condições de trabalho eram precárias, com carga horária excessiva, falta de EPI, alimentação descrita como "duvidosa", acomodações lotadas mesmo durante a Pandemia de COVID-19 e salários abaixo do combinado. O Grupo Fisher e a Mauricio de Sousa Produções decidiram não comentar sobre o caso.